# Plynový kahan
Plynový kahan je laboratorní pomůcka. Existují různé druhy plynových kahanů. Například Mekerův kahan, nebo Tecluho kahan či Bunsenův kahan.

## Základní součástky a jejich funkce
Plynové kahany jsou složeny z trubice přivádějící plyn, otvoru pro vzduch a regulace přívodu vzduchu, hořákové trubice.
Do kahanu přijde trubicí plyn, který přijde až k otvoru pro vzduch, pak stoupají hořákovou trubicí na vršek, kde hoří.

## Zapalování
Při zapalování kahanu musí být vypnut přívod plynu i vzduchu. Následně je třeba zapálit sirku a umístit ji nad hořákovou trubici. Pokud je sirka nad hořákovou trubicí, lze přidávat plyn do té míry, jak velký plamen je cílem vyvinout. Teď lze přidávat vzduch regulátorem vzduchu, a tím se plamen stane neviditelným.